# هوارد پورتر
هوارد پورتر (انگلیسی: Howard Porter; ۳۱ اوت ۱۹۴۸ – ۲۶ مهٔ ۲۰۰۷) بازیکن بسکتبال اهل ایالات متحده آمریکا بود.
از باشگاه‌هایی که در آن بازی کرده‌است می‌توان به شیکاگو بولز، بروکلین نتس، دیترویت پیستونز، و نیویورک نیکس اشاره کرد.